# Айюган (приток Хейгияхи)
Айюган (устар. Ай-Юган) — река в России, протекает по Ямало-Ненецкому АО. Устье реки находится в 230 км по правому берегу реки Хейгияха. Длина реки составляет 19 км.

## Данные водного реестра
По данным государственного водного реестра России относится к Нижнеобскому бассейновому округу, водохозяйственный участок реки — Надым. Речной бассейн реки — Надым.
Код объекта в государственном водном реестре — 15030000112115300050514.